# Ancien Droit

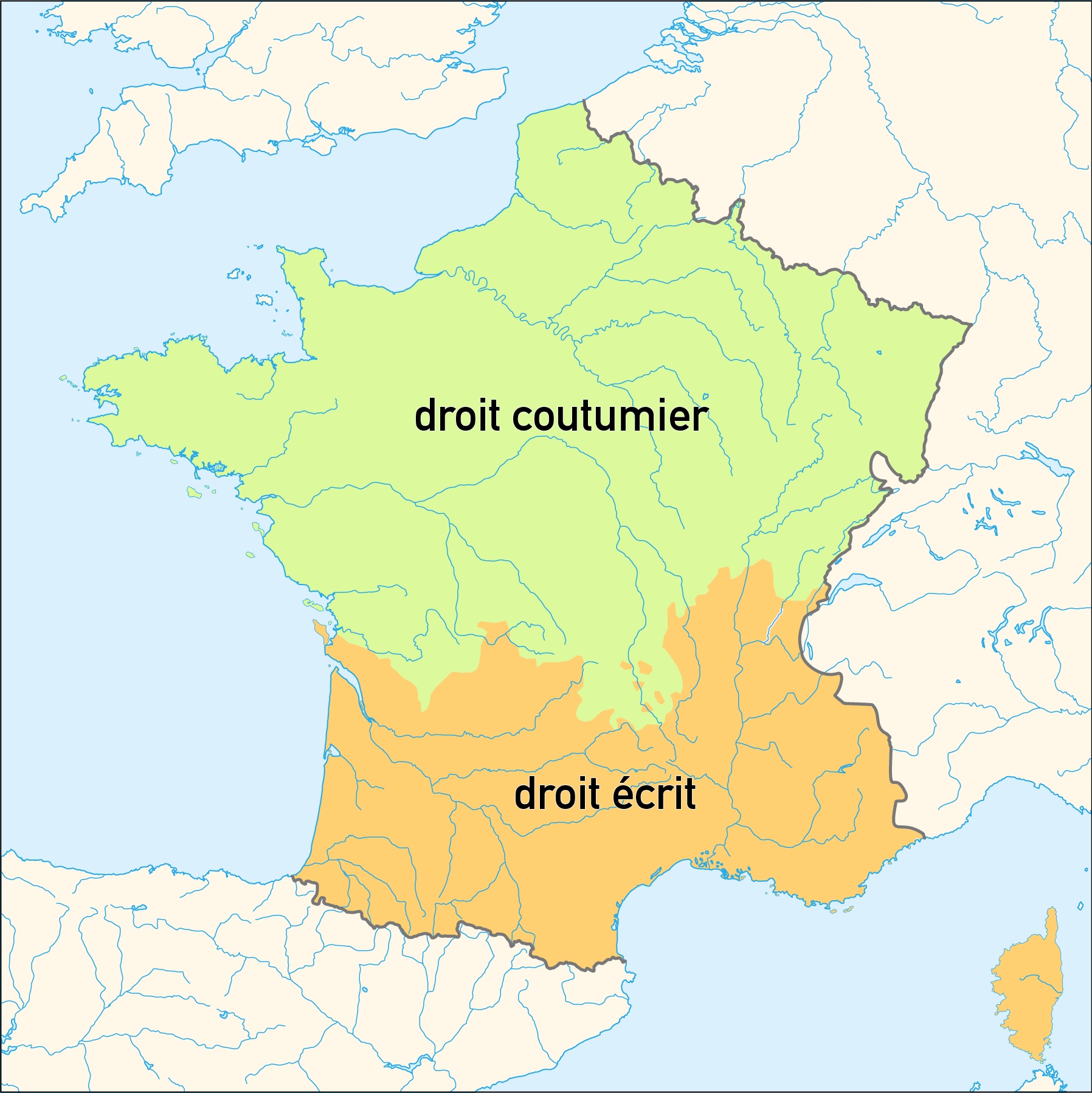
Le royaume dans ses frontières de 1789, divisé entre pays de droit coutumier (au nord) et pays de droit écrit (au sud).

En France, on qualifie d'Ancien Droit le droit français en vigueur sous la Monarchie d'Ancien Régime, c'est-à-dire jusqu'à la Révolution française qui instaure un « Nouveau Droit » (le droit français contemporain) fondé sur des principes législatifs et des usages juridiques nouveaux.
Cet Ancien Droit se distinguait en deux grands ensembles : le nord de la France appliquait un droit coutumier, fondé sur des usages et des privilèges qui étaient souvent l'œuvre des siècles ; le sud de la France était quant à lui soumis au Droit romain, souvent codifié.

## Historiographie
Selon Jean-Louis Halpérin, « la notion d’ancien droit est problématique et elle doit faire l’objet de précautions méthodologiques, notamment si l’on veut l’employer pour l’ensemble du continent européen. »

## La diversité du droit dans l'Ancienne France

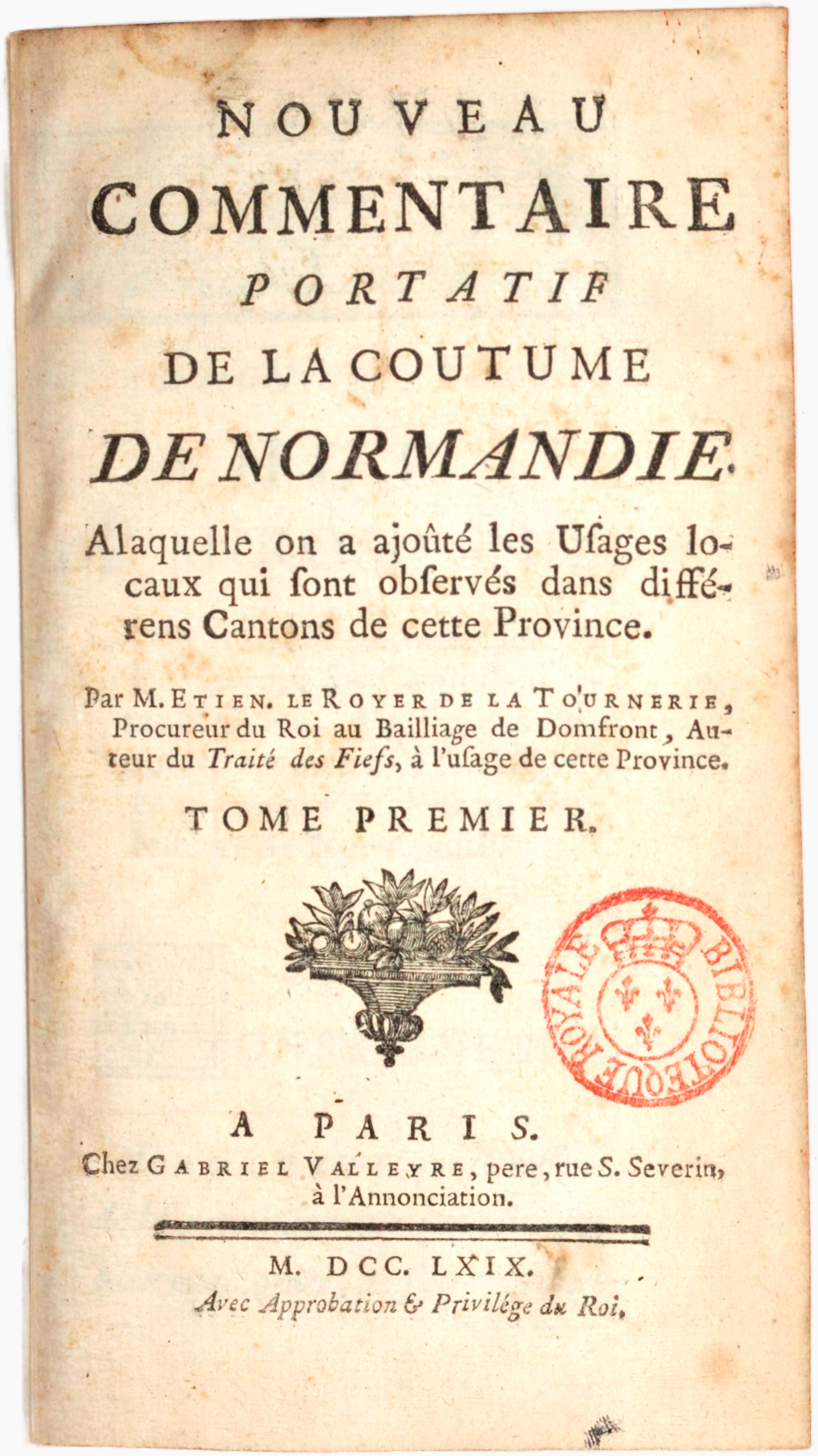
Un commentaire de la Coutume de Normandie par Étienne Le Royer de la Tournerie datant de 1778.

La France, jusqu'à l'entrée en vigueur du Code Napoléon en 1804, est marquée par une très grande diversité de droits locaux qui régissaient la vie civile des Français d'alors. Cette grande diversité avait des conséquences fortes : la majorité d'un individu n'était pas fixée au même âge selon qu'on se trouvât en Anjou ou en Bourgogne, de même que les successions n'étaient pas réglementées de la même manière en Touraine et en Bourbonnais.

### La Coutume
La coutume était la forme de droit la plus répandue en France sous l'Ancien Régime. Elle se distinguait de la loi écrite en ce qu'elle se transmettait de manière orale et immémoriale, c'est-à-dire qu'elle ne pouvait être oubliée. Néanmoins, afin d'assurer sa pérennité, divers textes étaient établis pour la rappeler (sans qu'il ne s'agisse d'une codification à proprement parler) :
- Des chartes royales, par lesquelles le Roi de France assurait à ses sujets d'une province la garantie de leur coutume à laquelle ils étaient très attachés, comme un marqueur identitaire fort ;
- Des coutumiers, rédigés le plus souvent de manière anonyme par des hommes de loi (légistes, magistrats), qui rappelaient et énuméraient les coutumes d'une province (ex. : le Très Ancien Coutumier de Normandie et la Summa de legibus Normanniæ in Curia laicali, rédigés au XIIIe siècle).

Une autre distinction qui peut être faite entre la coutume et la loi écrite, c'est que la coutume est très flexible : une coutume jugée obsolète pouvait être facilement abrogée et tomber dans l'oubli, selon l'évolution des mœurs et des usages au cours du temps.

### Les pays de droit écrit
Le droit écrit (ou droit savant) recouvrait deux types de droits : le droit romain en matière civile et le droit canonique en matière ecclésiastique. Le droit canonique est à mettre à part puisqu'il s'appliquait également comme droit écrit aux pays de droit coutumier, dans un souci de souveraineté entre le pouvoir temporel (État) et le pouvoir spirituel (Église).
Hormis les Lois fondamentales du Royaume qui étaient de nature orale et coutumière, le pouvoir royal disposait avant tout d'un droit écrit, à travers des lettres, édits et ordonnances. Ceci explique, d'une part, que le Roi de France ne cherchait pas à abroger les coutumes provinciales, à la fois pour respecter ses sujets et aussi parce qu'il n'avait pas de coutume particulière à leur substituer, et d'autre part que les lois du Roi étaient constamment rédigées dans le souci de respecter et préserver les coutumes des provinces ; le droit écrit royal cohabitait avec le droit coutumier local et ne le supplantait que très rarement pour des domaines régaliens bien précis (armée, fiscalité, etc.).

## La Révolution française: la fin de la diversité juridique
Au XVIIIe siècle, Voltaire fut un des plus virulents opposants à la diversité coutumière de la France : « Un homme qui voyage dans ce pays change de loi presque autant de fois qu'il change de chevaux de poste. » écrira-t-il.
En 1789 et 1790, une des premières volontés de l'Assemblée nationale constituante sera d'en finir avec cette diversité : création des départements, démantèlement des provinces, abolition des privilèges, abolition des ordres et des corporations, etc.
Mais une réelle uniformisation du droit pour toute la France n'était pas encore à l'ordre du jour tant la tâche était immense.

## Pérennité et survivances de l'Ancien Droit
Les bornes chronologiques de l'Ancien Droit sont aussi discutables que celles de l'Ancien Régime : en effet, nonobstant le bouleversement juridique et social des années révolutionnaires, de nombreuses coutumes et jurisprudences restaient appliquées par nécessité en raison des nombreux vides juridiques, les assemblées révolutionnaires n'ayant pas pu légiférer ni codifier tous les aspects de la vie civile des Français en raison des tumultes que connaissait la France d'alors. Ce n'est qu'en 1804, avec la promulgation du Code Napoléon, que les dernières règles coutumières et de l'ancienne jurisprudence encore applicables disparaissent de facto au profit d'un droit civil écrit, codifié et de portée générale (c'est-à-dire applicable uniformément à toute la France), ce que la Première République n'avait pu achever.
Toutefois, de nombreuses dispositions du Code civil conservent, aujourd'hui encore, des principes hérités des anciennes coutumes, mais aussi du Droit romain qui reste une référence importante en Europe latine.
En outre, tout au long du XIXe siècle, en vertu du principe de non-rétroactivité des lois, des situations telles que des liquidations de succession, de mariage ou encore des contrats immobiliers, contractées avant 1804, ont continué à être considérées par les tribunaux français en vertu des anciennes coutumes provinciales (ex. : la Coutume de Normandie) sous lesquelles elles avaient été contractées.
Enfin, l'ordonnance de Villers-Cotterêts d'août 1539 est encore appliquée par les juridictions françaises (v. par ex. la décision du Conseil d'État no 450613, du 1er avril 2022).

### À Jersey et Guernesey
De nos jours, les îles anglo-normandes de Jersey et Guernesey sont les seuls territoires à encore appliquer une ancienne coutume française que le Parlement britannique n'a pas jugé utile d'abroger (notamment pour ne pas froisser les populations de ces régions anciennement françaises).
Le Code civil du Bas-Canada de 1866 s'inspire en partie de la coutume de Paris, tout en abrogeant celle-ci dans la province de Québec. Le Code civil du Québec a remplacé le Code civil du Bas-Canada en 1994. Une petite partie des dispositions du Code civil du Québec a donc une origine lointaine dans la Coutume de Paris. Quant à l'Acadie (provinces de l'Atlantique), la Conquête anglaise a entraîné le remplacement intégral du droit coutumier français par la common law.

### Articles
- Henri Lévy-Bruhl et P. PETOT, « LE DROIT COMMUN EN FRANCE SELON LES COUTUMIERS », Revue historique de droit français et étranger (1922-), vol. 37,‎ 1960, p. 412–429 (ISSN 0035-3280, lire en ligne, consulté le 26 août 2022)

- Jean-Louis Halpérin, « La détermination du champ juridique à la lumière de travaux récents d'histoire du droit », Droit et société, vol. n°81, no 2,‎ 2012, p. 403 (ISSN 0769-3362 et 1969-6973, DOI 10.3917/drs.081.0403, lire en ligne, consulté le 26 août 2022)

- Jean-Louis Halpérin, « Est-il temps de déconstruire les mythes de l’histoire du droit français ? », Clio@Themis. Revue électronique d'histoire du droit, no 5,‎ 23 juillet 2021 (ISSN 2105-0929, DOI 10.35562/cliothemis.1723, lire en ligne, consulté le 26 août 2022)

### Ouvrages
- Sophie Petit-Renaud, "Faire loy" au royaume de France de Philippe VI à Charles V (1328-1380), De Boccard, 2001 (ISBN 978-2-7018-0149-0, lire en ligne)

- Jacques Poumarède, « Droit romain et rédaction des coutumes dans le ressort du parlement de Bordeaux », dans Droit romain, jus civile et droit français, Presses de l’Université Toulouse 1 Capitole, coll. « Études d’histoire du droit et des idées politiques », 4 janvier 2021 (ISBN 978-2-37928-096-2, lire en ligne), p. 329–345

- André Gouron et Albert Rigaudière, Renaissance du pouvoir législatif et genèse de l'Etat, Socapress, 1988 (lire en ligne)

- Bruno Lemesle, Conflits et justice au Moyen Âge, Presses universitaires de France, 2008 (ISBN 978-2-13-056987-9, lire en ligne)